# غيظ قضيع (حجر)
'

تعديل مصدري - تعديل

غيظ قضيع هي إحدى قرى عزلة الجول بمديرية حجر التابعة لمحافظة حضرموت، بلغ تعداد سكانها 43 نسمة حسب تعداد اليمن لعام 2004.